# دوغلاس هاربر
دوغلاس هاربر (بالإنجليزية: Douglas Harper)‏ هو عالم اجتماع ومصور أمريكي، ولد في 1948.